# Municipio de Salt Creek (condado de Lincoln)
El municipio de Salt Creek (en inglés: Salt Creek Township) es un municipio ubicado en el condado de Lincoln en el estado estadounidense de Kansas. En el año 2010 tenía una población de 63 habitantes y una densidad poblacional de 0,67 personas por km².

## Geografía
El municipio de Salt Creek se encuentra ubicado en las coordenadas 39°10′57″N 97°59′2″O / 39.18250, -97.98389. Según la Oficina del Censo de los Estados Unidos, el municipio tiene una superficie total de 93.37 km², de la cual 93,33 km² corresponden a tierra firme y (0,04 %) 0,04 km² es agua.

## Demografía
Según el censo de 2010, había 63 personas residiendo en el municipio de Salt Creek. La densidad de población era de 0,67 hab./km². De los 63 habitantes, el municipio de Salt Creek estaba compuesto por el 96,83 % blancos, el 3,17 % eran de otras razas. Del total de la población el 6,35 % eran hispanos o latinos de cualquier raza.